# Barcelona Open Banc Sabadell 2018
El Torneig de Barcelona 2018, també conegut com a Barcelona Open Banc Sabadell 2018 i Trofeu Comte de Godó 2018, és una competició tennística disputada sobre terra batuda i que pertany a les sèries 500 de l'ATP. La 66a edició del torneig es va celebrar entre el 21 i el 29 d'abril del 2018 al Reial Club de Tennis Barcelona a Barcelona, Catalunya.

## Caps de sèrie

### Individual masculí
| CS | Tennistes             | Rànquing |
| -- | --------------------- | -------- |
| 1  | Rafael Nadal          | 1        |
| 2  | Grígor Dimitrov       | 5        |
| 3  | Dominic Thiem         | 7        |
| 4  | David Goffin          | 10       |
| 5  | Pablo Carreño Busta   | 12       |
| 6  | Novak Đoković         | 13       |
| 7  | Diego Schwartzman     | 15       |
| 8  | Roberto Bautista Agut | 16       |

| CS | Tennistes            | Rànquing |
| -- | -------------------- | -------- |
| 9  | Chung Hyeon          | 19       |
| 10 | Albert Ramos Viñolas | 24       |
| 11 | Adrian Mannarino     | 26       |
| 12 | Feliciano López      | 30       |
| 13 | Andrei Rubliov       | 33       |
| 14 | Kei Nishikori        | 36       |
| 15 | Fernando Verdasco    | 37       |
| 16 | Karén Khatxànov      | 38       |

### Dobles masculins
| CS | Tennistes      | Tennistes    | Rànquing |
| -- | -------------- | ------------ | -------- |
| 1  | Łukasz Kubot   | Marcelo Melo | 2        |
| 2  | Henri Kontinen | John Peers   | 7        |
| 3  | Oliver Marach  | Mate Pavić   | 11       |
| 4  | Bob Bryan      | Mike Bryan   | 14       |

## Campions/es

### Individual masculí
- Rafael Nadal va derrotar  Stéfanos Tsitsipàs, 6−2, 6−1

### Dobles masculins
- Feliciano López /  Marc López van derrotar  Aisam-ul-Haq Qureshi /  Jean-Julien Rojer, 7−6(5), 6−4